# Bistum Hólar

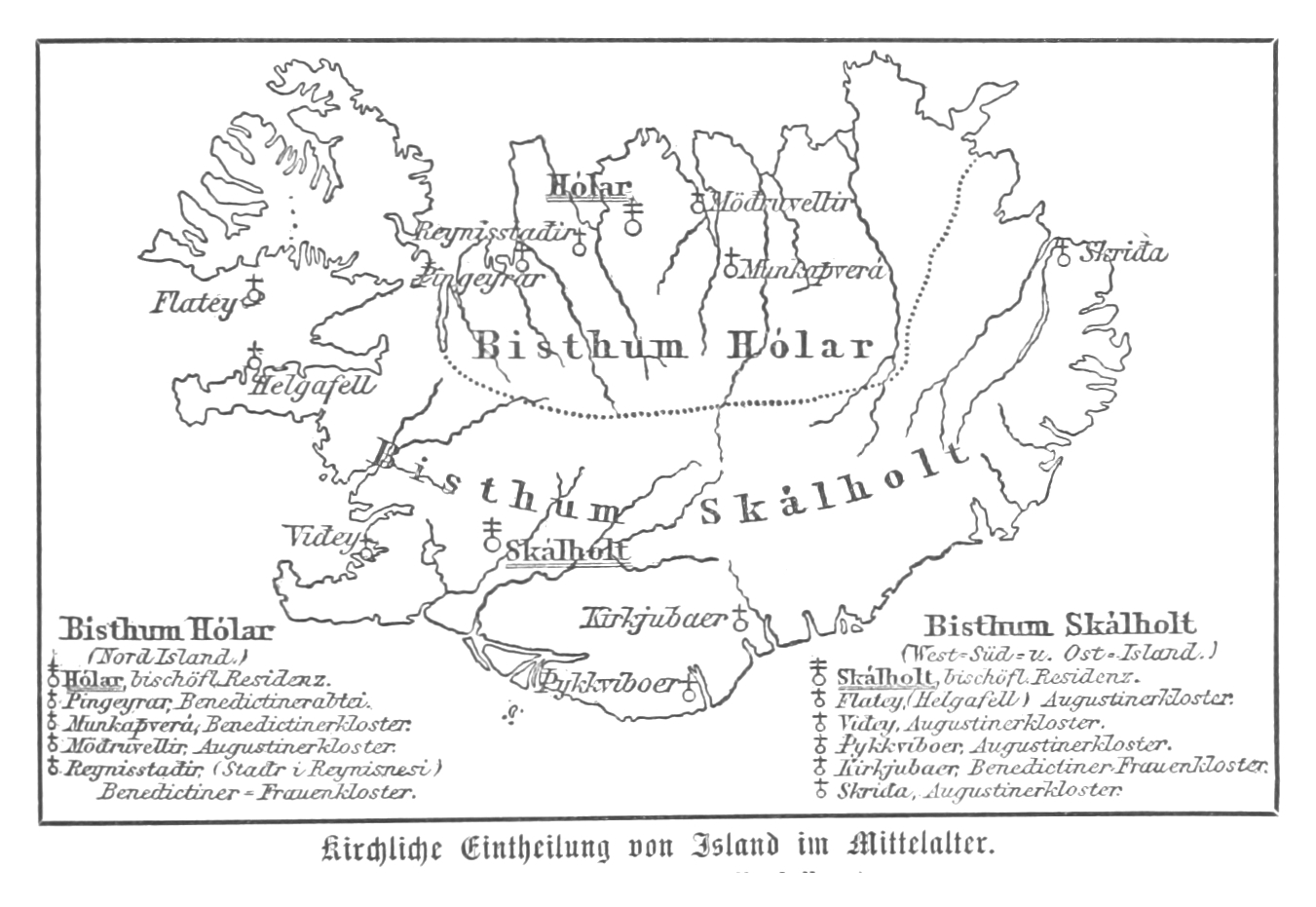
Karte der isländischen Bistümer und Klöster im Mittelalter

Das Bistum Hólar ist eine ehemalige Diözese in Island. Sitz war der Ort Hólar.

## Geschichte
1106 wurde das Bistum Hólar zusätzlich zum Bistum Skálholt gegründet. Es war für den nördlichen Teil der Insel zuständig und gehörte zur schwedischen Kirchenprovinz Lund. Von 1153 bis zu Auflösung des katholischen Erzbistums Nidaros 1538 gehörte es zur norwegischen Kirchenprovinz Nidaros (Trondheim).
Um 1540 wurde in Island die Reformation eingeführt. Seit dem Tode des letzten katholischen Bischofs Jón Arason 1550 gilt das Bistum aus katholischer Sicht als untergegangen.
Papst Pius XI. errichtete 1929 ein Titularbistum Hólar. Die ersten beiden Inhaber waren Apostolische Vikare von Island.

## Bischöfe
Siehe Liste der Bischöfe von Hólar.